# الاتحاد الدولي لطب النساء والتوليد
الاتحاد الدولي لطب النساء والتوليد عادة ما يكون ((FIGO ("fee'go") اختصارًا لاسمها الفرنسي Fédération Internationale de Gynécologie et d'Obstétrique ، وهي منظمة غير حكومية عالمية تمثل أطباء النساء والتوليد في أكثر من مائة منطقة. تأسست في 26 يوليو 1954 في جنيف ، سويسرا كمنظمة تمثل 42 جمعية وطنية. تتألف العضوية حاليا من 124 جمعية مهنية لأطباء النساء والتوليد في جميع أنحاء العالم. كان يقع مقر FIGO في البداية في جنيف ، سويسرا. تقع سكرتارية FIGO في لندن.

## الأنشطة الأساسية
الهدف من FIGO هو «تعزيز رفاهية المرأة ورفع مستوى الممارسة في طب النساء والتوليد». يتم تمويلها من خلال مستحقات جمعيات الأعضاء والمنح والأنشطة التعليمية.
يغطي عمل FIGO العديد من جوانب طب النساء والتوليد مثل الأورام والأمراض المنقولة جنسياً / الإيدز وصحة ما قبل الولادة والتعليم والأمومة الآمنة وعلم أمراض الثدي والمصطلحات الطبية والأنشطة الاجتماعية من أجل صحة المرأة والتكنولوجيات الجديدة وأخلاق المهنة.